# Lagocheirus
Lagocheirus is een kevergeslacht uit de familie van de boktorren (Cerambycidae). De wetenschappelijke naam van het geslacht werd voor het eerst geldig gepubliceerd in 1835 door Dejean.

## Soorten
Lagocheirus omvat de volgende soorten:
- Lagocheirus araneiformis (Linnaeus, 1767)
- Lagocheirus binumeratus Thomson, 1860
- Lagocheirus cristulatus Bates, 1872
- Lagocheirus delestali Toledo & Esteban-Durán, 2008
- Lagocheirus foveolatus Dillon, 1957
- Lagocheirus funestus Thomson, 1865
- Lagocheirus giesberti Hovore, 1998
- Lagocheirus integer Bates, 1885
- Lagocheirus jamaicensis Toledo & Hovore, 2005
- Lagocheirus kathleenae Hovore, 1998
- Lagocheirus lugubris (Dillon, 1957)
- Lagocheirus mecotrochanter Toledo, 1998
- Lagocheirus obsoletus Thomson, 1860
- Lagocheirus plantaris Erichson, 1847
- Lagocheirus praecellens Bates, 1872
- Lagocheirus procerus Casey, 1913
- Lagocheirus rogersi Bates, 1880
- Lagocheirus rosaceus Bates, 1869
- Lagocheirus simplicicornis Bates, 1872
- Lagocheirus unicolor Fisher, 1947
- Lagocheirus wenzeli Dillon, 1957
- Lagocheirus xileuco Toledo, 1998